# Литовский экзархат
Экзарха́т Вселе́нского Патриарха́та в Литве́ (лит. Visuotinio patriarchato Egzarchatas Lietuvoje, Патриа́рший экзарха́т Литвы́, греч. Πατριαρχική Εξαρχία Λιθουανίας, также Литовский экзархат, лит. Lietuvos egzarchatas) — экзархат Константинопольской православной церкви на территории Литовской республики. Экзархат включает в себя десять приходов, осуществляющих служение на литовском, белорусском, украинском и церковнославянском языках.

## Предыстория
В июне 2022 года митрополит Виленский и Литовский Иннокентий (Васильев) (Московский патриархат), опираясь на решение церковного суда Виленско-Литовской епархии, лишил своим указом священного сана бывших клириков епархии: 23 июня Георгия (Гинтараса) Сунгайлу, а 29 июня 2022 года — Виталия Моцкуса, Владимира Селявко, Георгия Ананьева, Виталия Даупараса за «тяжкие канонические преступления». 30 июля 2022 года решение о лишении сана пятерых бывших клириков Виленской епархии утвердил, согласно Положению о церковном суде, Патриарх Московский и всея Руси Кирилл.
Данные клирики выразили несогласие с данным решением и подали апелляцию на имя Константинопольского патриарха Варфоломея. 19 сентября 2022 года патриарх Константинопольский Варфоломей принял делегацию из Литвы в своей резиденции в стамбульском районе Фанар. Делегацию возглавлял заместитель министра иностранных дел страны Мантас Адоменас. В ходе встречи Патриарх Варфоломей и представители Литвы обсудили положение православной общины и другие вопросы, представляющие взаимный интерес.
17 февраля 2023 года по рекомендации патриарха Варфоломея Священный синод Константинопольской православной церкви восстановил данных клириков в священном сане, приняв их в клир Константинопольского патриархата; сообщение патриархата отмечало, что прещения, наложенные на упомянутых клириков, не были основаны на церковных критериях, но проистекали из их «оправданного неприятия войны на Украине».
20 марта патриарх Варфоломей прибыл в Литву с официальным трёхдневным визитом, в ходе которого состоялась встреча патриарха Варфоломея с премьер-министром Ингридой Шимоните, а также подписание документа, в котором содержался призыв к более тесному сотрудничеству между Константинопольским патриархатом и Литовской Республикой. Гостя также принял президент Литвы Гитанас Науседа. Тема создания экзархата в Литве обсуждалась как с премьер-министром, так и с президентом. По словам патриарха Варфоломея, создание новой церковной структуры, принадлежащей Константинопольскому патриархату, соответствовало бы ожиданиям как духовенства, так и православных христиан Литвы. Премьер-министр Литвы заявила, что такой план поможет не только православным литовцам, но и тем украинцам, которые нашли убежище в стране после российской агрессии, а также белорусам, которые нашли убежище от репрессий у себя на родине.
6 апреля патриарх Варфоломей рассмотрел прошения белорусских священников Георгия Роя и Александра Кухты, ранее бежавших в Литву от политических репрессий в Белоруссии, и принял их под свой омофор.

## История
1 мая 2023 года Священный синод Константинопольской церкви учредил Экзархат в Литве, принципы деятельности которого были изложены в уставе Экзархата. Клирик Эстонской апостольской православной церкви иеромонах Иустин (Кивилоо) был назначен экзархом Литвы. По его словам: «чтобы создать экзархат, нужен экзарх, и патриарх искал кандидатов. Прошлым летом он был в Эстонии и спросил у главы нашей Эстонской апостольской православной церкви митрополита Стефана, нет ли у него кандидатов. Митрополит Стефан предложил мою кандидатуру». В июне 2023 года иеромонаху Иустину пришло предложение патриарха Варфоломея возглавить новую структуру.
20 декабря 2023 года Гинтарас Сунгайла заявил, что все православные приходы в Литве, которые подчиняются Константинопольскому патриархату, согласились праздновать Рождество по новому стилю, 25 декабря, чтобы дистанцироваться от России, где Рождество отмечают по юлианскому календарю 7 января. Сунгайла отметил, что такое же решение ранее приняла Украина, где большинство верующих — православные. В Литве подобный шаг позволит «гармонизировать» даты православных праздников с государственными праздниками страны, «а также облегчит жизнь смешанным семьям, которым до сих пор приходилось отмечать праздники дважды». Православные священники Литвы могут провести рождественские богослужения и 7 января, «если найдутся верующие, которые этого захотят».
5 января 2024 года иеромонах Иустин (Кивилоо) прибыл в страну, а 6 января 2024 года, в день Богоявления, он отслужил первую Божественную литургию в Вильнюсе. На тот момент экзархат насчитывал десять священнослужителей и десять общин в разных городах Литвы. Сунгайла также подтвердил, что те православные христиане, которые уже принадлежат к Константинопольскому экзархату или заявили о заинтересованности стать его членами и которым негде молиться, смогут арендовать или пользоваться молитвенными домами, принадлежащими католическим и протестантским общинам. Он также подчеркнул, почему экзархат будет стремиться к получению статуса традиционной религиозной общины. «Мы хотели бы иметь юридический статус традиционной религиозной общины, потому что именно здесь, в Литве, наша религиозная община в XIV веке создала первую официальную структуру Православной церкви — Литовскую митрополию. Это была организация Константинопольского патриархата», — подчеркнул он.
В январе 2024 года госсекретарь США Энтони Блинкен присудил Международную премию за защиту свободы вероисповедания (International Religious Freedom Awards) группе из девяти диссидентствующих православных священнослужителей из Литвы (священники Виталий Моцкус, Георгий Ананьев, Виталий Даупарас, Владимир Селявко, Гинтарас Сунгайла, Александр Кухта и Георгий Рой, диаконы Викторас Миниотас и Иоанн Овчинников). В Государственном департаменте США заявили: «Они создали новую религиозную общину в Литве, принимающую православных верующих, которые хотят поклоняться в свободе от влияния Москвы, включая литовцев, украинских военных беженцев и изгнанников, спасающихся от угнетения в Беларуси и России»; «Их храбрость демонстрирует важность веры, отделённой от политики, в условиях войны и диктатуры». От имени группы награду получил священник Гинтарас Сунгайла.
Согласно законодательству страны, православные христиане считаются одной из девяти традиционных религиозных общин Литвы. Именно поэтому для признания Константинопольского экзархата не требуется ходатайство парламента Литвы. Его регистрация зависит от Министерства юстиции страны. Признание экзархата Литвой также позволило бы оказать организации финансовую поддержку со стороны государства. 7 февраля 2024 года Министерство юстиции Литвы утвердило создание экзархата Константинопольской патриархии. Об этом сообщил журналистам представитель ведомства Паулюс Жеймис: «Министерством принято решение о том, что пребывание в Литве экзархата Константинопольской патриархии соответствует законам страны. Это религиозное объединение может быть внесено в государственный регистр юридических лиц».
Гинтарас Сунгайла по итогам прошедшей ассамблеи экзархата с участием священнослужителей и верующих заявил о начале сбора средств на строительство собственного храма в Вильнюсе, на что потребуется несколько миллионов евро: «Нами учреждается специальный фонд, куда будут поступать пожертвования. На возведение храма потребуется от €3 млн до €5 млн». Пока собственного храма нет, общины служат в согласных принять их католических храмах.
23 июля 2024 года протодиакон Андрей Кураев, ранее принятый в клир Константинопольского Патриархата, был определён в клир Экзархата, согласно поданному прошению.

## Экзархи
- иеромонах Иустин (Кивилоо)[эст.] (с 1 мая 2023 года)